# Aditivo antidesgaste
Um aditivos antidesgaste, citados na literatura em inglês como AW additives (de antiwear) são aditivos para lubrificantes que previnem o contato metal-metal entre, por exemplo, partes de engrenagens. São substâncias que, quando adicionadas aos lubrificantes possuem a propriedade de melhorar a capacidade da camada de retenção do lubrificante, evitando o contato direto entre as superfícies de atrito, mesmo sob cargas concentradas, nas quais a viscosidade do óleo não pode manter pressão. As áreas em que estas condições podem apresentar estas condições de lubrificação são, por exemplo, as superfícies de contato do came, cilindro-pistão e os dentes das engrenagens.